# Timetes (troyano)
Timetes, en la mitología griega, era un noble troyano que a veces se considera hijo de Laomedonte y por tanto hermano del rey Príamo pero otros mitólogos lo consideran cuñado de Príamo. 
Se contaba que estaba casado con Cila, hermana de Príamo, con quien había tenido un hijo llamado Munipo, pero que un oráculo emitido por Ésaco acerca de un sueño de Hécuba había predicho que un niño que iba a nacer causaría la ruina de Troya. Príamo interpretó mal el oráculo (puesto que se refería a Paris, que estaba en el vientre de su esposa Hécuba) y tratando de prevenir sus consecuencias, mató a Cila y a Munipo.
En la guerra de Troya no combatía por ser ya anciano y su labor era de consejero. Cuando los griegos dejaron el caballo de madera ante las puertas de la ciudad, fue uno de los primeros que quisieron introducirlo dentro de la ciudad, por traicionar a su propia ciudad o por designios de los dioses.
Según Diodoro Sículo, tuvo un hijo con su mismo nombre, Timetes, que viajó por Libia y Nisa, y compuso un poema llamado Frigia sobre los hechos de Dioniso.